# 88 Thisbe
88 Thisbe је астероид главног астероидног појаса. Приближан пречник астероида је 232 km, 
а средња удаљеност астероида од Сунца износи 2,767 астрономских јединица (АЈ). 
Инклинација (нагиб) орбите у односу на раван еклиптике је 5,215 степени, а орбитални период износи 1681,729 дана (4,604 године). Ексцентрицитет орбите астероида износи 0,165. 
Апсолутна магнитуда астероида износи 7,04 а геометријски албедо 0,067.
Астероид је откривен 15. јуна 1866. године.